# Vigilância Dirigida
A vigilância dirigida (ou interceção dirigida') é uma forma de vigilância, como a escuta telefónica, que tem como alvo pessoas de interesse específicas e se distingue da vigilância em massa (ou interceção em massa). A vigilância dirigida e não dirigida é rotineiramente acusada de tratar injustamente pessoas inocentes como suspeitas, violando direitos humanos, tratados internacionais que os Estados Unidos não assinaram e convenções, bem como leis nacionais
.

## Descrição
Um relatório de 2014 enviado à Assembleia Geral das Nações Unidas pelo alto funcionário das Nações Unidas responsável pelo contraterrorismo e pelos direitos humanos condenou a vigilância eletrónica em massa como uma clara violação dos direitos fundamentais à privacidade garantido por numerosos tratados e convenções. O relatório distingue ainda entre “vigilância dirigida” – que “depende da existência de suspeita prévia contra o indivíduo alvo ou organização visada” – e “vigilância em massa”, pela qual “os estados com um elevado nível de  Internet  penetração pode [...] aceder ao conteúdo dos telefones e e-mails de um número praticamente ilimitado de utilizadores e manter uma visão de "todas as actividades da Internet associadas a sites específicos".